# Dunaszeg
Dunaszeg è un comune di 1 757 abitanti situato nella contea di Győr-Moson-Sopron, nell'Ungheria nordoccidentale.